# بارنوم براون
 بارنوم براون (انگلیسی: Barnum Brown؛ زاده ۱۲ فوریهٔ ۱۸۷۳ درگذشته ۵ فوریهٔ ۱۹۶۳) یک دانشمند در زمینه دیرینه‌شناسی اهل ایالات متحده آمریکا بود.